# Músculo serrátil anterior
O músculo serrátil anterior é o músculo que se origina na superfície das oito costelas superiores ao lado do peito e se insere ao longo de toda borda medial da escápula.
Está localizado nas paredes laterais do tórax, estendendo se das costelas à escápula. O músculo serrátil apresenta um contorno denteado, muito semelhante à borda da lâmina de uma serra.Quando se contrai, os ombros são abaixados e os braços se movem para frente, como quando se empurra um carro.

## Função
O serrátil anterior é ocasionalmente chamado de "músculo dos boxeadores" porque ele possui grande importância na protração da escápula, ou seja, empurrar a escápula para frente e por volta da caixa torácica, o que ocorre quando alguém dá um soco. O serrátil anterior também ajuda a estabilizar a escápula. Além disso, é motor primário na rotação superior da escápula, realizando assim abdução do ombro após 120 graus.
Sua disfunção é caracterizada pela ausência de protração escapular no lado acometido, insuficiência para a realização do termino da abdução de ombro e pela condição médica conhecida como escápula alada.

## Estrutura
O serrátil anterior normalmente se origina por nove ou dez (ramos musculares) da primeira à nona costelas ou da primeira à oitava costelas. Como dois deslizamentos geralmente surgem da segunda costela, o número de deslizamentos é maior que o número de costelas de onde eles se originam.

### Relações
O serrátil anterior encontra-se profundamente no subescapular, do qual é separado pela bursa do subescapular (supraserratus). É separado da costela pela bursa escapular-torácica (infra-erratus).